# به کجا می‌روی، عزیزم؟
به کجا می‌روی، عزیزم؟ (ایتالیایی: Quo Vadis, Baby?) یک فیلم درام دلهره‌آور به کارگردانی گابریله سالواتورس است که در سال ۲۰۰۵ منتشر شد.

از بازیگران آن می‌توان به آنجلا بارالدی، جیجو آلبرتی، الیو جرمانو، آندرئا رنتسی، ادا فرونائو، لوئیجی ماریا بوروآنو و سرنا گراندی اشاره کرد.